# El abuelo
Pour plus de détails, voir Fiche technique et Distribution.
El abuelo (Le Grand-père) est un film espagnol réalisé par José Luis Garci, sorti en 1998. 
Le film fut nommé à l'Oscar du meilleur film en langue étrangère. Ce film est une adaptation du roman du même nom de Benito Pérez Galdós. C'est la troisième fois que cette histoire est adaptée au cinéma. L'honneur d'un autre temps et le sens du devoir hors du commun sont les véritables protagonistes de ce film.

## Synopsis
Don Rodrigo est un noble asturien, comte de Albtrit revenant des Amériques. Il est ruiné et son fils vient de mourir. Homme d'honneur, il découvre qu'une de ses deux petites-filles est une enfant illégitime. Bien qu'il va entretenir une bonne relation avec elles, son cœur et son honneur le commande de savoir laquelle d'entre elles est de son sang. Il exige de sa belle-fille la vérité afin qu'il puisse lui transmettre son nom, seule chose qui lui reste. Mais cette dernière se refuse à faire une quelconque différence entre ses deux filles.

## Fiche technique
- Titre : El abuelo
- Réalisation : José Luis Garci
- Scénario : José Luis Garci et Horacio Valcárcel d'après le roman de Benito Pérez Galdós
- Production : José Luis Garci et Luis María Delgado
- Musique : Manuel Balboa
- Pays d'origine : Espagne
- Langue : espagnol
- Genre : drame
- Durée : 151 minutes
- Date de sortie :  1998

## Distribution
- Fernando Fernán Gómez : Don Rodrigo de Arista Potestad
- Rafael Alonso : Don Pío Coronado
- Cayetana Guillén Cuervo : Doña Lucrecia Richmond
- Agustín González : Senén Corchado
- Cristina Cruz : Dolly
- Alicia Rozas : Nelly